# Dominic Fobih
Dominic Kwaku Fobih (* 6. Juli 1942 in Assin Jakai, Ghana) ist ein Politiker und Hochschullehrer in Ghana. In der Regierung von Präsident John Agyekum Kufuor war Fobih zunächst zwischen 2001 und 2002 Minister für Umwelt und Wissenschaft, wechselte Zwischen 2003 und 2005 als Minister in das Ministerium für Land und Forstwirtschaft. In der Zweiten Amtszeit von Präsident Kufuor ab 2005 wurde er Minister für Land, Forstwirtschaft und Minen (Lands, Forestry and Mines). Nach einer Regierungsumbildung 2007 wurde Fobih Minister für Erziehung, Sport und Wissenschaft als Amtsnachfolger von Minister Papa Owusu-Ankomah, der im Juli 2007 seinen Rücktritt erklärte, um Kandidat der New Patriotic Party (NPP) bei den Vorwahlen zu den Präsidentschaftswahlen 2008 werden zu können.
Fobih verbrachte beinahe seine gesamte Karriere als Hochschulprofessor und Lehrer. Bereits 1963 erhielt er sein Lehrerzertifikat (Teachers Certificate „A“) in St. Augustine, Bogoso. Darauf folgte im Jahr 1966 das allgemeine Zertifikat in Erziehung (General certificate of Education) und sein G. C .E.-Abschluss im Jahr 1970.
Im Jahr 1974 wurde ihm der Bachelor in Erziehungswissenschaften von der Universität Cape Coast (University of Cape Coast) verliehen. In Dalhousie, Kanada machte Fobih seinen Master und promovierte an der Universität von Alberta in der Erziehungspsychologie (Educational Psychologie). Fobih war Assistent in der Lehre an den Universitäten von Alberta und Dalhousie in Kanada, sowie Dozent an der Universität Ilorin (University of Ilorin) in Nigeria.
Ab 1979 war Fobih in der Lehre an der Universität von Cape Coast, bis er im Jahr 2001, während der ersten Amtszeit von Präsident Kufuor, Minister für Umwelt und Wissenschaft (Environment and Science) wurde.
Fobih ist amtierender Minister für Land, Forstwirtschaft und Minen in Ghana.